# 와이드스크린

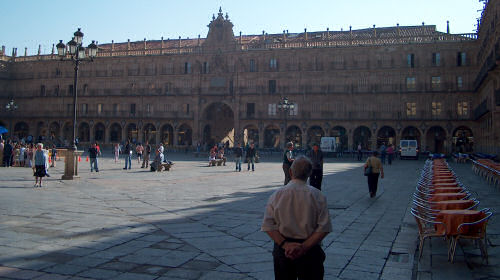
16:9 와이드스크린의 한 예

와이드스크린(Widescreen) 영상은 영화, 컴퓨터, 텔레비전 영상으로 할리우드 영화 시대 동안 개발된 아카데미 프레임 표준보다 가로가 더 넓은 화면비를 제공한다.
와이드스크린 이미지는 영화, TV 및 컴퓨터 화면에 사용되는 일련의 화면비(이미지 너비와 높이의 관계) 내에서 표시된다. 영화에서 와이드스크린 필름은 가로-세로 종횡비가 4:3(12:9)보다 큰 필름 이미지이다.
TV의 경우 방송의 원래 화면 비율은 4:3(예: 768x576p)이었다. 주로 1990년대와 2000년대 초반 사이에 국가마다 속도가 다르지만 16:9(예: 7680x4320p) 와이드스크린 TV 디스플레이가 점차 보편화되었다. 요즘은 일반적으로 UHD(Ultra High Definition)와 함께 사용된다.
컴퓨터 디스플레이의 경우 4:3보다 넓은 화면 비율을 와이드스크린이라고도 한다. 와이드스크린 컴퓨터 디스플레이는 이전에 16:10 화면 비율(예: 1680 × 1050)로 만들어졌지만 현재는 일반적으로 16:9(예: 1920 × 1080)이다.

## 영화
보통 영화에서는 화면의 세로·가로의 비율은 3：4(橫縱比 1.33이라 부르기도 함)이지만 1950년대의 전반에는 이 비율을 크게 잡아 입체감(立體感)을 강하게 하자는 경향이 나타나서 이른바 와이드 스크린 영화가 출현하였다.
가장 대표적인 것은 시네마스코프(Cinema scope)이다. 촬영할 때 렌즈 앞에 실린드리컬 렌즈(cylindrical lens)를 병용한 이른바 애너머픽 렌즈(anamorphic lens)라고 일컫는 의상(歪像)렌즈를 사용한다.
보통 영화 필름에 가로 방향으로 압축한 상을 찍고 영사할 때에도 역시 애너머픽 렌즈를 써서 자연의 상으로 복원하는 방식인데 횡종비는 2.5가 된다.
이 방법은 19세기 말엽에 발생되었으며, 20세기 폭스사(社)에 의해 실용화되었고 오늘날에는 가장 널리 보급되어 있다.
그 후 파라마운트사(社)가 35㎜ 필름을 가로 방향으로 뉘어서 25.3×37.4㎜와 같이 화면의 나비를 넓게 잡는 방법을 개발하여 비스타비전(Vista Vision)이란 이름을 붙이게 되었다.
이렇게 촬영된 필름은 보통 영사기로는 영사할 수 없기 때문에 촬영된 네거 상을 90° 회전시켜 축소해서 인화하고 필름을 세로 송달하는 보통 영사기에 광각(廣角)렌즈를 붙여서 영사한다. 영사 화면의 횡종비는 1.65∼1.85이며, 시네마스코프와 보통 영화의 중간이다.
이 방법은 촬영할 때 화면이 크기 때문에 화상이 매우 선명한 것으로 알려져 있으며, 시네마스코프와 더불어서 널리 사용이 되고 있다. 시네마스코프·비스타비전은 다 같이 입체음향 재생이 병용되고 있다.
이들 와이드 스크린 영화에 대하여 보다 넓은 화면을 얻고자 하는 방식이 시네라마(Cinerama)이다. 이 방법은 1939년 뉴욕 만국박람회에서 비로소 공개되었는데, 1950년 본격적인 시네라마 영화인 <이것이 시네라마다>가 제작되어 시네라마의 유행이시작되었다.
시네라마는 똑같은 초점거리의 렌즈를 장치하고, 동시에 3대의 35밀리 촬영기를 사용하여 가로 방향으로 약 146°의 화각(畵角)을 커버한 다음 이것을 역시 3대의 영사기로 동시에 영사하는 방식이다.

## 같이 보기
- 16:9
- 가로세로비
- 액티브 포맷 디스크립션
- 풀프레임 DSLR
- IMAX
- 레터박스 (영상 기술)
- 울트라와이드
- 전방 시현기